# 山路哲生 (プロ野球審判)

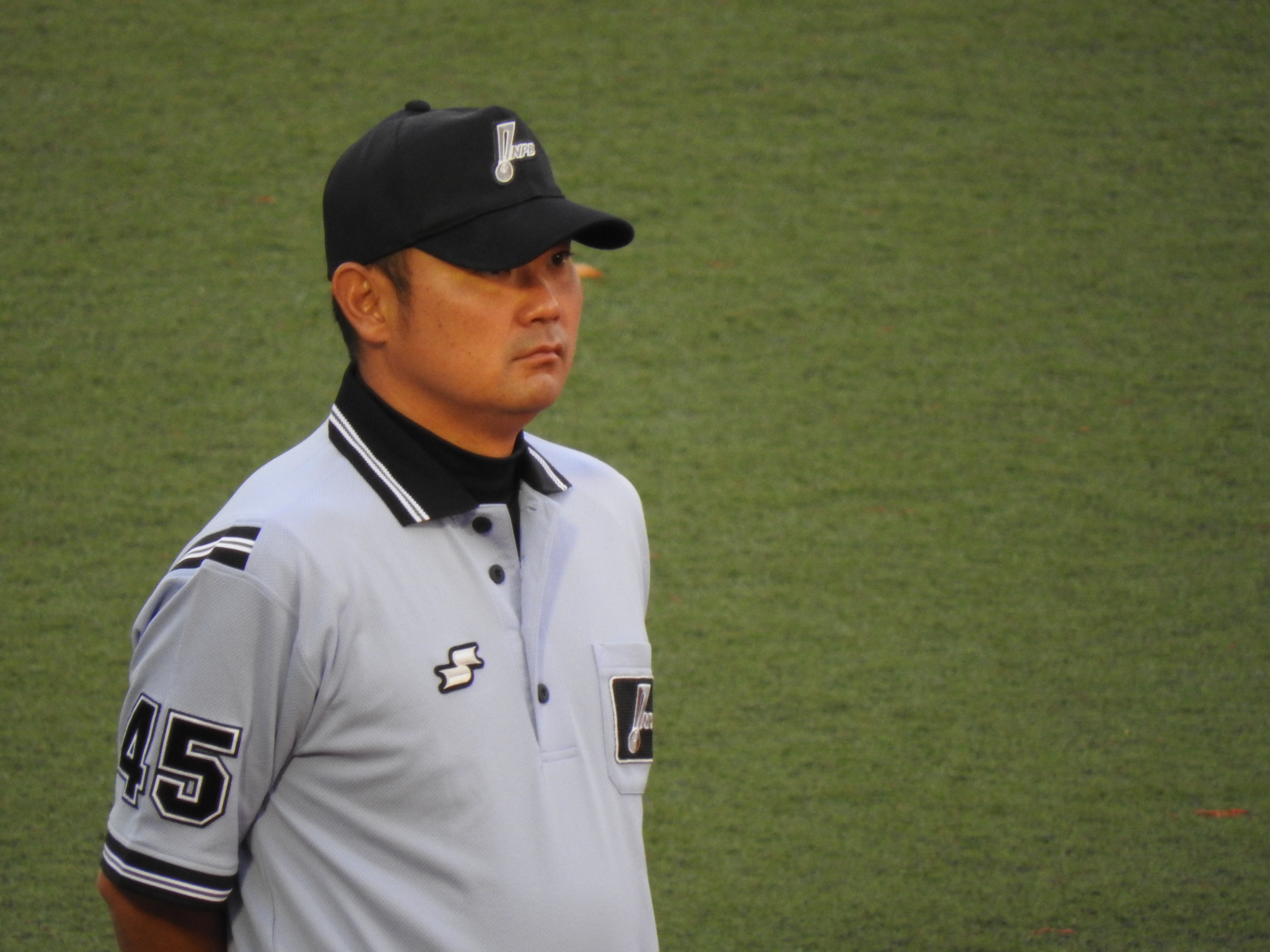
2017年7月26日 横須賀スタジアムにて

山路 哲生（やまじ てつお、1979年10月12日 - ）は、日本のプロ野球審判員。

## 来歴・人物
竹原市立竹原中学校、広島県瀬戸内高等学校、九州国際大学卒業後、大和工商リースに勤務。オオニシスポーツ勤務時代に広島県高野連審判員を経て、2004年にパシフィック・リーグ審判部に入局。現在の審判員袖番号は11（2004年 - 2005年は37、2006年 - 2010年は5、2011年 - 2020年は45）。2022年終了時点での試合出場数は1293試合。
2009年7月24日のオールスターゲーム第1戦（札幌ドーム）では初出場にして球審を務めた。2010年、北海道日本ハムファイターズ対福岡ソフトバンクホークス開幕戦にて球審を務めた。
2019年8月15日、埼玉西武ライオンズ対オリックス・バファローズ21回戦(メットライフドーム)で一塁塁審を務め、史上129人目の通算1000試合出場を達成した。
2023年11月、東京ドームで開催された第2回アジアプロ野球チャンピオンシップに派遣され、4試合に出場した。また3位決定戦では、球審を務めた。

## 判定が関連したエピソード
2022年10月12日、この日開催されたセントラル・リーグのクライマックスシリーズファイナルステージ第2戦にて一塁塁審を務める。同試合2回表の阪神タイガース・原口文仁の打席において、ハーフスイングをスイングをしたものとして空振り三振の判定を行った。この日、阪神タイガースは同試合で敗れたが、もしこの判定がなければ、原口が四球で進塁し、無死一・二塁となっており試合展開も分からなかったのではないかという趣旨の指摘がなされている。また、この判定について、J-CASTニュースでは「ハーフスイングはリプレー検証が適用できるようにルール改正を検討するべき」、「1つの判定が熱戦に水を差してしまうことになりかねない」とする指摘を掲載したほか、米国のツイッターアカウント「Welcome to the Ump Show」においても取り上げられる事態となった。
2023年6月24日、横浜スタジアムで開催された横浜DeNAベイスターズ対阪神タイガース戦にて、球審を務める。当該試合では、3回裏二死走者なしで打席に立った佐野恵太（DeNA）に対し、阪神先発のビーズリーが1ボール2ストライクの状態で低めのスライダーを投じたところ佐野はバットを出した（ハーフスイング）が、これをボールと判定。その後、佐野は二塁打を放ち、更に後続が続き2点を先制した。一方で9回表二死一塁の状態で打席に立ったヨハン・ミエセス（阪神）には、同じようなハーフスイングを塁審に確認もしないままにストライクと判定し、試合は3対1でDeNA側が勝利する結果となった。山路の判断について試合後、阪神タイガースの岡田彰布監督は「こっちスイング取られておまえ、佐野なんか三振で三者凡退やんけ」、「1対1で同点やんか」等と述べ、怒りをあらわにしたほか、山路自身も球場の関係者入口付近で阪神ファンらしき男性から罵声が浴びせられる事態になった。また、この疑惑の判定についてロンスポは、スロー映像を確認した上で「ほぼ同じような微妙なスイング。」、「ミエセスが三振なら佐野も三振だろうし、佐野がセーフならミエセスもセーフだろう。」という論評記事を配信している。

## 審判出場記録
- 初出場：2005年7月9日、楽天対ロッテ9回戦（フルキャストスタジアム宮城）、三塁塁審。
- 出場試合数：1508試合
- オールスター出場：3回（2009年、2018年、2024年）
- 日本シリーズ出場：2回（2021年、2024年）

（記録は2024年シーズン終了時）

## 表彰
- イースタン・リーグ優秀審判員：1回（2007年）

（記録は2022年シーズン終了時）